# Fentonia
Fentonia är ett släkte av fjärilar. Fentonia ingår i familjen tandspinnare.

## Bildgalleri

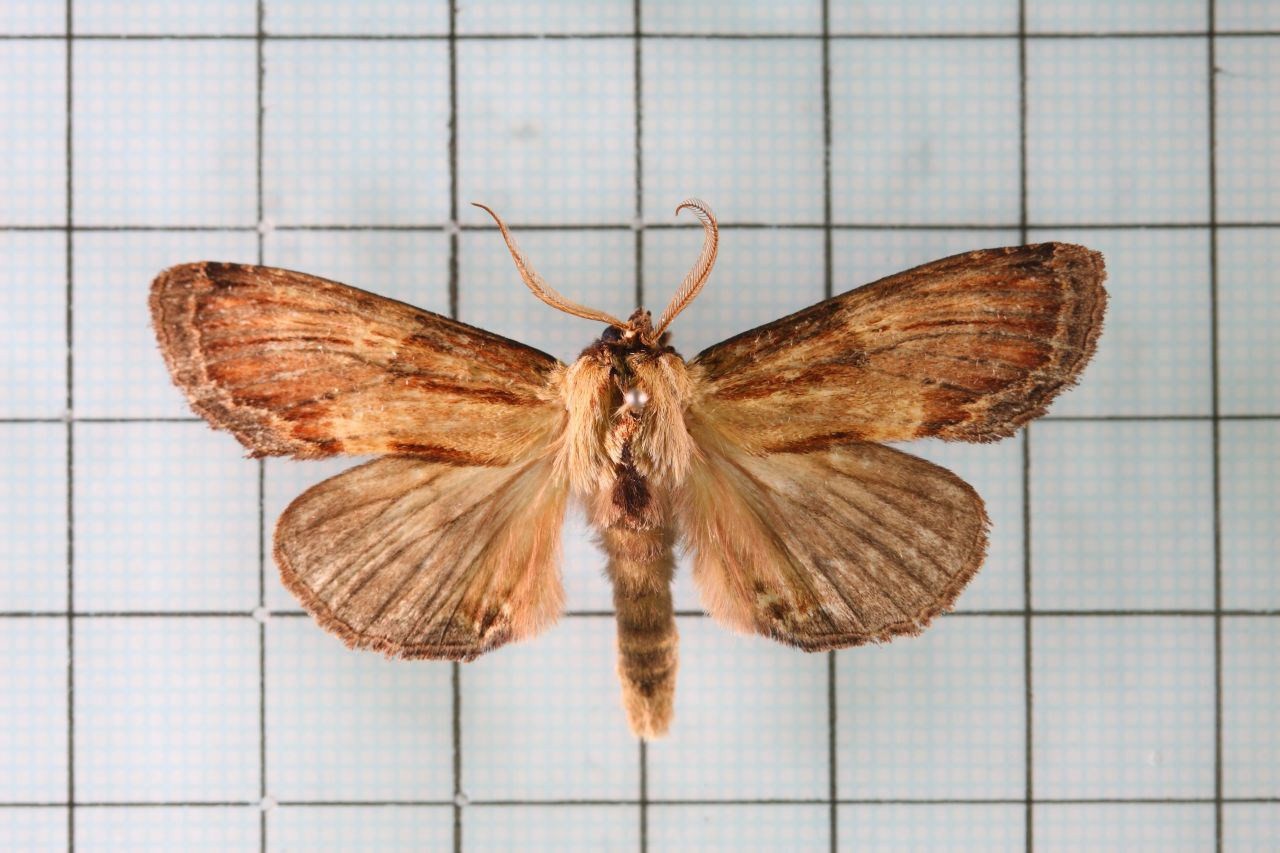

## Dottertaxa tillFentonia, i alfabetisk ordning[1]
- Fentonia altitudinis
- Fentonia baibarana
- Fentonia bipunctus
- Fentonia canities
- Fentonia crenulata
- Fentonia dorothea
- Fentonia elongata
- Fentonia ferrifusa
- Fentonia frisoni
- Fentonia helena
- Fentonia japonica
- Fentonia laevis
- Fentonia macroparabolica
- Fentonia manitobensis
- Fentonia marthesia
- Fentonia modestior
- Fentonia nigra
- Fentonia notodontina
- Fentonia ocypete
- Fentonia parabolica
- Fentonia pictus
- Fentonia sumatrana
- Fentonia tenebrosa
- Fentonia tesella
- Fentonia turbida
- Fentonia unicolor
- Fentonia yuna